# Jean-Paul-André Razins de Saint-Marc
Jean-Paul-André des Razins, marquis de Saint-Marc, né au château des Razins à Saint-Selve en Gironde le 29 novembre 1728 et mort à Bordeaux le 11 octobre 1818, est un dramaturge et librettiste français.

## Biographie

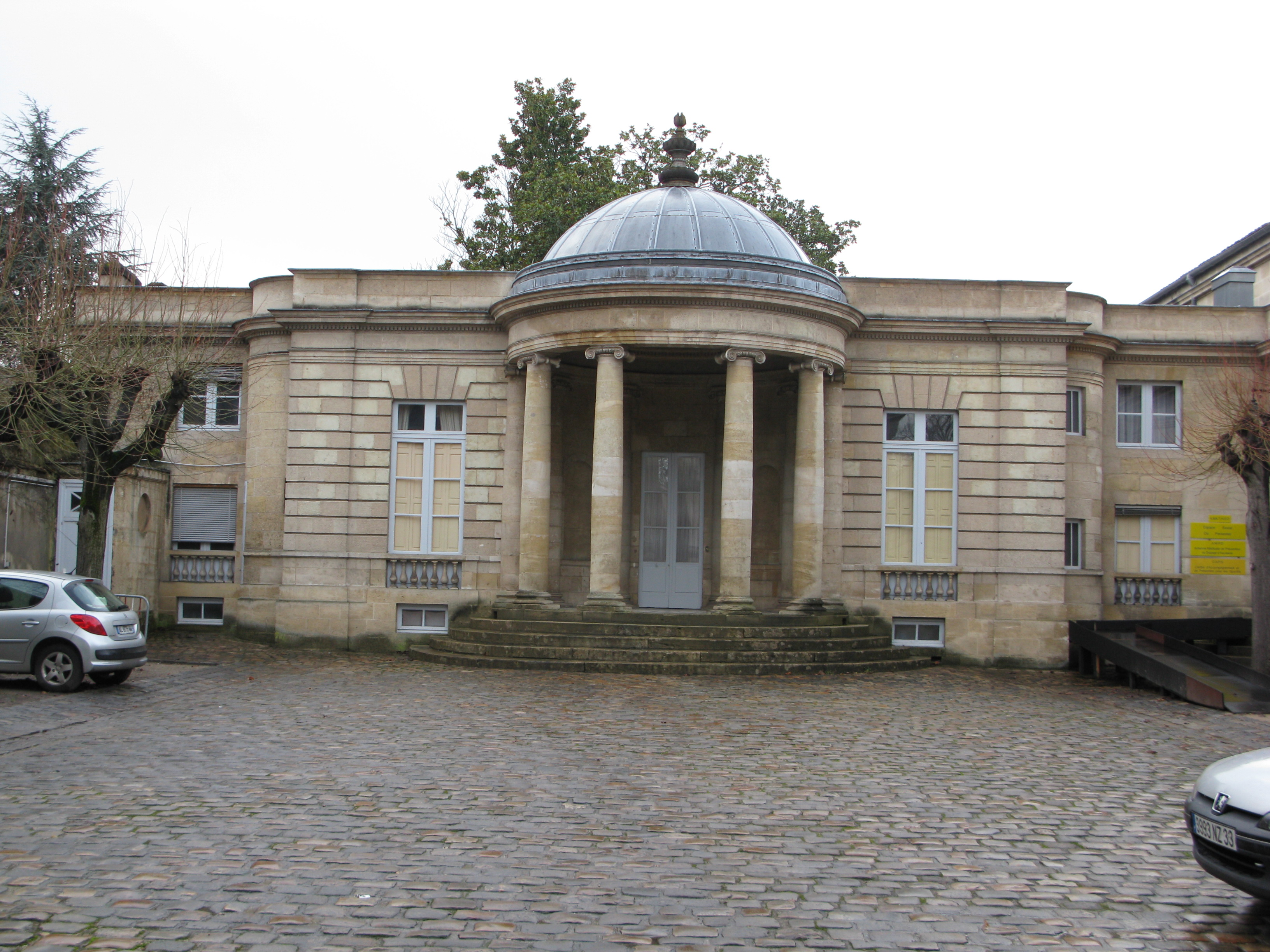
L'hôtel particulier qu'occupait le marquis à Bordeaux

Ancien officier du régiment des Gardes françaises, Saint-Marc est l’auteur d'Adèle de Ponthieu, drame mis en musique plus tard par Piccinni (Adèle de Ponthieu, 1781). Il a composé plusieurs libretti d’opéra-comique et de nombreuses pièces de poésie fugitive.
Assistant, à Paris en 1778, à la fameuse représentation d’Irène, à la suite de laquelle fut couronné le buste de Voltaire, le marquis de Saint-Marc improvisa ce quatrain qui l’a rendu célèbre :
Voltaire, reçois la couronne
Que l’on vient de te présenter ;
II est beau de la mériter,
Quand c’est la France qui la donne !
Il épousa Catherine de Ségur de La Roquette, et eut d'elle une fille unique, Marie de Saint-Marc, qui épousa Henry de Laroze, maire de Saint-Laurent-de-Médoc, propriétaire terrien viticulteur, d'où trois enfants, Catherine, née en 1823, qui épousa en 1843 Hippolyte Brossard de Favières (1809-1886) ; Octave de Laroze (1825-1897) ; et Pierre de Laroze, (1828-1873), officier d'artillerie, chef d'escadron au 24e régiment d'artillerie à cheval, officier de la Légion d'honneur, sans descendance.
Saint-Marc était membre de l’Académie de Bordeaux.
Le 6 juin 1787, il rachète un hôtel particulier, cours d'Albret, qu'il fait réaménager par les collaborateurs de l’architecte Victor Louis (l’architecte du Grand théâtre notamment). L’édifice, dans lequel il décède le 11 septembre 1818, sera classé au titre des monuments historiques le 23 juillet 1921.

### Source
- Actes de l’Académie nationale des sciences, belles-lettres et arts de Bordeaux, Paris, E. Dentu, 1880, p. 39.